# 犬懸上杉家
犬懸上杉家（いぬがけうえすぎけ）是室町時代關東地方的上杉氏諸家之一。也稱作四條上杉家。上杉憲房之子・上杉憲藤的系統。憲藤是足利尊氏之子千壽王的執事，住在犬懸成為犬懸家之祖。在上杉氏憲（禪秀）的時代因「上杉禪秀之亂」而衰退。越後守護家的家格是犬懸流。

## 關連項目
- 越後上杉家